# Scoliocarpon pupula
Scoliocarpon pupula — вид грибів, що належить до монотипового роду Scoliocarpon.